# Балок

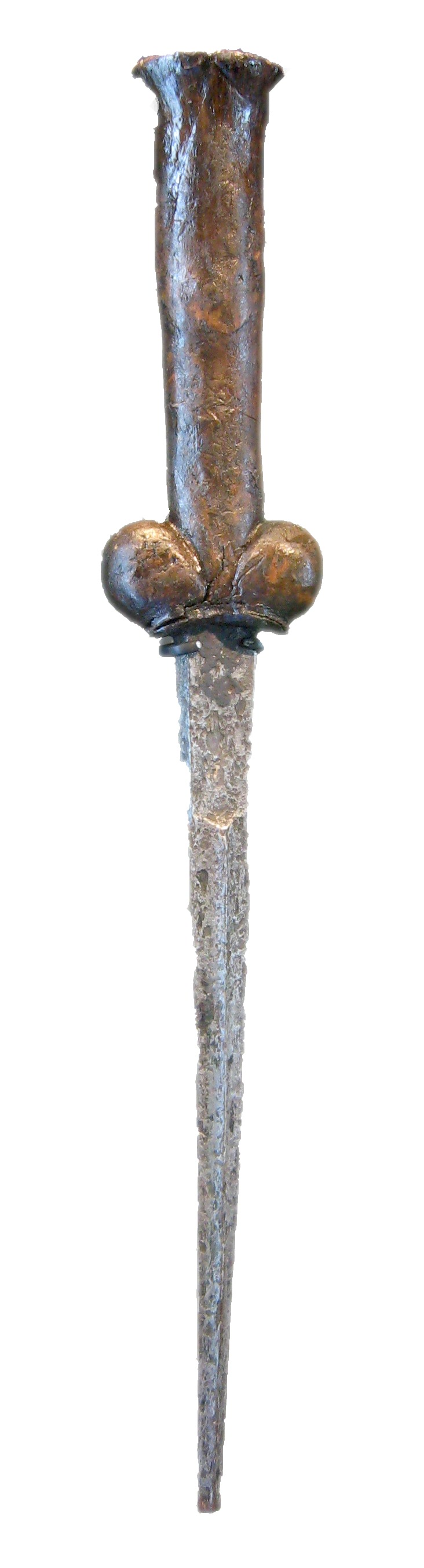
Балок

Ба́лок, також бо́лок (англ. ballock knife, bollock dagger) — європейський кинджал з товстим обопільно гострим клинком, набув широкого поширення в Європі в XIII—XVII століттях. Балок призначений для пробивання обладунків. Його відрізняють дві овальні опуклості, розташовані на гарді що нагадують чоловічі геніталії (давн-англ. bollocks). Гарда часто виконувалася з дерев'яним руків'ям як одне ціле, і посилювалася зверху профільною металевою шайбою. Кинджал був популярний серед лицарів Скандинавії, Фландрії, Англії, Уельсу та Шотландії в період з XIII-го по XVIII-те століття, зокрема, у період Тюдорів.
У Великій Британії кинджал був на озброєнні прикордонників англо-шотландського кордону (Border Reivers), і використовувався як запасна зброя для списа і меча. Величезна кількість зразків балоків були знайдені на борту затопленого корабля «Мері Роуз». У використанні балок був схожим з шотландським кортиком. У вікторіанській епосі, щоб уникнути будь-якого сексуального підтексту, істориками зброї був введений термін «нирковий кинджал» (kidney dagger), через дві пелюстки, розташовані на гарді, які часто розглядаються як ниркоподібні. У XVI і XVII століттях руків'я виготовляли з коренів самшиту, через це балок в цей період часто називають «кинджалом з дерев'яним руків'ям».
Наприкінці XV століття у конструкції балоків стали з'являтися шипи на гарді між клинком і руків'я, а піхви зброї також зазнали змін — вони отримали кишеню для інструментів на кшталт шила або маленького обробного ножа. Виготовлялися піхви зазвичай зі шкіри, дерева і навіть срібла. Поступово балок був витіснений кинджалами типу рондель і майже повністю перестав використовуватися в континентальній Європі до XVI століття, однак на території Британії подібна зброя зустрічалося ще протягом 100 років під назвою «кинджал обурення» (dudgeon dagger), а в Шотландії балок трансформувався в традиційний шотландський кортик дирк.